# 大化改新
大化革新（日语：／ Taika no Kaishin）是645年日本大和王权实行的一系列社会政治改革。其主要内容是废除當時豪族專政的制度，並效法中国唐朝体制成立中央集权国家，對日後日本历史發展影響深遠。

## 背景
大化改新以前，苏我氏等豪族壟政，皇室实权甚少。公元645年6月，皇室中大兄皇子（后来的天智天皇）联合贵族中臣镰足（后来的藤原鎌足）发动乙巳之变，刺杀当时掌政的权臣苏我入鹿，並使其父苏我虾夷自杀。最終，皇室得以重掌大權，中大兄皇子等人便擁立自己的舅舅孝德天皇登基，但实际政权掌握在中大兄皇子的手中。
孝德天皇（645年—654年在位）即位后，中大兄皇子总摄朝政，迁都难波京（今大阪市），建元大化，意为「偉大的變化」，也是日本歷史上首個年號。646年元旦，孝德天皇颁布《改新之詔》，中大兄皇子推行政治改革，史稱“大化改新”。此后日本邁向以治天下大王为首的中央集权封建制国家。

## 內容
1. 效法隋唐之均田制，行班田收授法：廢除豪族对土地與部民的私有權，並將其收為國有。政府计口授田，凡六歲以上之國民，每六年按人口班给田地（稱「口分田」）。所班田地不得買賣，死後歸還政府。
2. 效法唐朝租庸调：受田農民须向國家上繳穀物（此為「租」），服勞役或纳布代役（此為「庸」），並上貢地方土產（此為「调」）。
3. 中央設二官：神祇官、太政官和八省（中務、式部、治部、民部、兵部、刑部、大藏、宮內）、一台（彈正台）；一般地方設國、郡、里。
4. 兵制：首都置五衛府，地方設軍團（日语：軍団 (古代日本)），國民需服兵役。

## 争议
在日本战后，日本古代史学家对《改新之诏》的可信度展开了激烈的辩论。日本历史学家坂本太郎和井上三贞之间的「郡評論争」让越来越多的人接受这种说法。在1960年代提出了「改新否定论」，例如原秀三郎发表了一份研究报告认为大化时期的改革本身是由《日本書紀》的编纂者虚构的，应该否定它。比如「改新之诏」与奈良时代的《养老律令》的条文几乎完全相同，内容有很多相似之处。
1977年，当改新否定论在学术界占据主导地位时，鎌田元一在《評的成立与国造》一文中表达了对大化改新再次予以了肯定，此后「新肯定论」成为学术界的主流。
1999年，在大阪难波宫遗址发现了刻有戊申年（大化4年・648年）」的木简，证实了難波長柄豐碕宮的存在。新政权建造规模空前的皇宫属于一系列政治改革的一部分，难波宫遗迹的发现从考古学上证明了改革的存在。2002年在奈良县飞鸟石神遗址发现了刻有「乙丑年（天智4年・665年）」记载着「三野国ム下評大山五十戸」的木简，证实了在庚午年籍编撰之前存在稱為「評」的行政組織，这些考古学的成果也进一步强化了 "新肯定论"。
「評」是一种日本古代的地方行政组织，在律令制时期，是「国」管制下「郡」的前身。随着大宝元年（701年）《大宝律令》的颁布，「评」才改为「郡」。但对于「评」是在什么时候出现的也有不少议论，一方面认为在大化改新后不久在孝德天皇时期设置了评，另一方面认为在「国造」的「国」逐渐崩溃之后，历经孝德天皇、天智天皇和天武天皇后，评才开始设置起来。

## 后续
尽管学界主流认为《改新之诏》存在，但实际上《改新之诏》颁布后改革没有马上进行，直到660年日本在白江口之战战败，国家受到唐朝直接威胁，才加速大化革新的实施。668年皇太子中大兄皇子即位为天智天皇，670年制定日本首个户籍即庚午年籍，671年颁布日本第一个成文法令--近江令。671年天智天皇驾崩，其子即位为弘文天皇，但天智天皇弟弟天武天皇发动壬申之亂夺权，天武天皇继续大化革新的改革，689年天武天皇颁布《飛鳥淨御原令》將國名從倭國改成日本，君主稱號從治天下大王改成天皇。701年文武天皇颁布第一部正式律法《大寶律令》正式將國名改成日本，日本此后进入以天皇为中心的中央集权的律令时代。

## 影视作品
- 2005年日本古代史电视剧：《大化改新（电视剧）（日语：大化改新 (テレビドラマ)）》。